# Alexandre Vvedenski (poète)
Pour les articles homonymes, voir Alexandre Vvedenski.
Alexandre Ivanovitch Vvedenski (en russe : Александр Иванович Введенский) (né le 23 novembre 1904 (6 décembre dans le calendrier grégorien) à Saint-Pétersbourg et mort le 19 décembre 1941  près de Kharkiv, Ukraine) est un écrivain, poète et dramaturge soviétique du début du XXe siècle russe qui eut une influence considérable sur l'art « non officiel » et l'avant-garde. Son œuvre est hantée par la Russie, à la frontière entre philosophie, théologie, littérature et poésie, dans la droite ligne des grands auteurs russes du XIXe siècle qu'il admire : Fiodor Dostoïevski, Nicolas Gogol, et, bien sûr, Alexandre Pouchkine, ainsi qu'Alexandre Blok , son contemporain, qui l'a influencé à ses débuts.
Parlant de son œuvre et de ses actions provocatrices, Alexandre Vvedenski a écrit :  « J'ai porté atteinte aux notions, aux généralisations principales, ce que personne avant moi n'avait fait... Ainsi j'ai mené, en quelque sorte, une critique poétique de la raison. »

## Biographie
Les premiers poèmes d'Alexandre Vvedenski, alors qu'il était encore au lycée, ont été marqués par l'influence d'Alexandre Blok. Un moment proche, au début des années vingt, du mouvement futuriste russe, initié en 1910 par David Bourliouk et ses frères, rejoints par Vassili Kamenski, Alexeï Kroutchenykh et Vladimir Maïakovski, il se rapproche  vers 1925-1926, des avant-gardistes de gauche (les peintres Kasimir Malevitch, Vladimir Tatline, Mikhaïl Matiouchine, Pavel Filonov et le poète Aleksandr Vasilievitch Toufanov)
En 1927, il participe à la création du groupe littéraire Oberiou (Rassemblement pour l'Unique Art Réel, en russe : Объединение единственно реального искусства) qui organise, jusqu'en 1930, toute une série de manifestations au caractère provocateur, préfigurant le Théâtre de l'absurde européen, qui sont rapidement dans le viseur des autorités soviétiques, qui considèrent qu'elles participent à une propagande anti-soviétique et qui sont tournées en dérision et qualifiées de « hooliganisme littéraire » dans la presse, qui traite Vvedenski et ses amis de « brigands littéraires. » Ceux-ci sont condamnés en raison de leurs actions provocatrices par l'Union des écrivains en 1931 pour leur « éloignement de la construction du socialisme. » 
Arrêté quelques semaines plus tard, Alexandre Vvedenski est emprisonné quelque temps. À sa sortie de prison, il n'a plus la possibilité de résider à Leningrad et, condamné à un exil intérieur, il passe quelques années dans des villes de province, avant d'obtenir l’autorisation de revenir dans sa ville natale, renommée entre-temps Leningrad, où il vivra jusqu'en 1936.
C'est là qu'il écrit des poèmes magnifiques comme L'Hôte à cheval, la pièce de théâtre Kouprianov et Natacha, et Invitation à me penser. En 1936, il se sépare de sa seconde femme, se remarie et s'installe à Kharkiv, dans l'actuelle Ukraine où, il gagne modestement sa vie en écrivant des contes pour enfants. Il y rédige en secret, surtout la nuit, ses dernières œuvres : Suère, Élégie, Où quand. Considéré par le régime comme personne « douteuse » il est à nouveau arrêté le 27 septembre 1941. Il meurt peu de temps après, à l'âge de 37 ans, lors d'un transfert de prisonniers, vraisemblablement exécuté par ses geôliers dans une petite gare de campagne proche de Kharkiv.
Dans Le Cahier gris, Vvedenski écrit : « Malheur à nous qui pensons au temps. Mais ensuite avec la croissance de cette incompréhension, il deviendra clair pour toi et pour moi qu'il n'y a ni malheur, ni nous, ni pensons, ni temps. »
Très en avance sur son époque, son œuvre pourrait se rattacher au mouvement dadaiste et préfigure celle d'auteurs comme Samuel Beckett ou Eugène Ionesco. Il est largement considéré par les auteurs contemporains russes et les spécialistes de la littérature russe comme étant l'un des auteurs russes les plus originaux et les plus importants du début de l'époque soviétique.
Ses œuvres complètes ont été publiées en français en 2002 par les éditions de la Différence.

## Œuvres
- Un sapin de Noël chez les Ivanov  (trad. Régis Gayraud), Paris, Allia, 1996, 80 p. (ISBN 2-911188-18-7, lire en ligne)
- Un sapin chez les Ivanov et autres pièces (trad. André Markowicz), 128 pages, Les Solitaires intempestifs, 2005 •  (ISBN 2-84681-089-3)
- Œuvres complètes, 1 vol., 619 pages, Éditions de la Différence, 2002 •  (ISBN 978-2-72911-366-7)